# オルニトスケリダ
オルニトスケリダ類またはオルニソスケリダ類（Ornithoscelida）は、恐竜類の様々な有名な分類群を内包するクレードの一つ。鳥肢類（ちょうしるい）ともいう。鳥盤類とヘレラサウルス類を除く獣脚類をまとめたものであり、従来の竜盤類に獣脚類を含める系統仮説とは対立関係にある。鳥肢類の元々の定義はトーマス・ヘンリー・ハクスリーが唱えたものだが、ハリー・シーリーが竜盤類と鳥盤類を定義づけたことを期に考慮されなくなった。そして2017年のバロンらによる分岐分析の中で新しいクレードとして再び提唱された。

## ハクスリーの構想
1869年にハクスリーが発表したオリジナルの鳥肢類は、当時発見されたばかりだったコンプソグナトゥスの分類のために設けられたコンプソグナタ (Compsognatha) と恐竜類（当時はイグアノドン科、メガロサウルス科、スケリドサウルス科のみで構成されていた）をまとめるために提唱されたクレードだった。この分類群はシーリーが竜盤目と鳥盤目を設立したのですぐに使われなくなった。

## 現在の鳥肢類の仮説
21世紀初頭、初期の鳥盤類ヘテロドントサウルスとレソトサウルスの分類が見直され、鳥盤類の起源に関する情報が大幅に増えた。2017年3月、マサチューセッツ工科大学のマシュー・バロン、デイヴィッド・ノーマン、そしてポール・バレットはそれまで骨盤の特徴だけで行われていた分類法に疑問をもち、74種の恐竜の数万の特徴から分岐分析を行い、ネイチャーに論文を起稿した。その論文ではヘレラサウルス類は獣脚類に含まれず、獣脚類は竜脚形類よりも鳥盤類に近縁であると指摘された。これまでの分析では、竜脚形類と獣脚類を組み合わせ、竜盤類を構成し、鳥盤類と共に恐竜類を二分すると考えられていた。そこに属する下位分類もこれを反映するよう正式に定義されていた。この標準的な定義を用いつつ新しい分析結果を反映させると、竜盤類であるはずの獣脚類が鳥盤類に内包されることになってしまう。さらに竜脚形類は恐竜ではないことにもなる。これを避けるため、バロンらはこれらのグループすべてを再定義した。鳥盤類と獣脚類が姉妹群であるとするには、それらを組み合わせたクレードのために新しい名前が必要だった。そこで「イエスズメとトリケラトプス・ホリドゥスを含む最も包括的なクレード」と定義し、この新クレードを鳥肢類と命名した。これは、このクレードが現存する鳥類とトリケラトプスの最近の共通祖先とその全ての子孫で構成されていることを意味する。最近まで（このクレードが提唱されるまで）はこれが恐竜類の定義だった。ハクスリーの名付けたオルニトスケリダが名称として選ばれた理由は、それが「鳥の足」を意味し、このクレードに属する恐竜たちの後肢の特徴によく合っていたからだと言う。実際にハクスリーが鳥肢類を定義した際も竜脚形類とヘレラサウルス類は含んでいなかったので、ハクスリーが構想したものに近いと言える。
以下のクラドグラムは2017年のバロンらによる分析を参照したもの。
|  | †ヘレラサウルス類 |
|  |                   |
|  | †竜脚形類         |
|  |                   |

|  | †鳥盤類 |
|  |         |
|  | 獣脚類  |
|  |         |

|  | †ヘレラサウルス類 |
|  |                   |
|  | †竜脚形類         |
|  |                   |

|  | †鳥盤類 |
|  |         |
|  | 獣脚類  |
|  |         |

|  | †ヘレラサウルス類 |
|  |                   |
|  | †竜脚形類         |
|  |                   |

|  | †鳥盤類 |
|  |         |
|  | 獣脚類  |
|  |         |

|  | †ヘレラサウルス類 |
|  |                   |
|  | †竜脚形類         |
|  |                   |

|  | †鳥盤類 |
|  |         |
|  | 獣脚類  |
|  |         |

|  | †ヘレラサウルス類 |
|  |                   |
|  | †竜脚形類         |
|  |                   |

|  | †鳥盤類 |
|  |         |
|  | 獣脚類  |
|  |         |

|  | †ヘレラサウルス類 |
|  |                   |
|  | †竜脚形類         |
|  |                   |

|  | †鳥盤類 |
|  |         |
|  | 獣脚類  |
|  |         |

|  | †ヘレラサウルス類 |
|  |                   |
|  | †竜脚形類         |
|  |                   |

|  | †鳥盤類 |
|  |         |
|  | 獣脚類  |
|  |         |

|  | †ヘレラサウルス類 |
|  |                   |
|  | †竜脚形類         |
|  |                   |

|  | †鳥盤類 |
|  |         |
|  | 獣脚類  |
|  |         |

（比較）鳥肢類仮説を用いないクラドグラムの一例
|        | †鳥盤類（イグアノドン、トリケラトプス、ステゴサウルスなど）                                                                              |
|        | |
| 竜盤類 | \| \| †竜脚形類（ブラキオサウルス、サルタサウルスなど） \| \| \| \| \| \| 獣脚類（メガロサウルス、ティラノサウルス、鳥など） \| \| \| \| |
|        | \| \| †竜脚形類（ブラキオサウルス、サルタサウルスなど） \| \| \| \| \| \| 獣脚類（メガロサウルス、ティラノサウルス、鳥など） \| \| \| \| |
|        | †竜脚形類（ブラキオサウルス、サルタサウルスなど）                                                                                        |
|        | |
|        | 獣脚類（メガロサウルス、ティラノサウルス、鳥など）                                                                                       |
|        | |

|  | †竜脚形類（ブラキオサウルス、サルタサウルスなど）  |
|  |                                                    |
|  | 獣脚類（メガロサウルス、ティラノサウルス、鳥など） |
|  |                                                    |

|        | †鳥盤類（イグアノドン、トリケラトプス、ステゴサウルスなど）                                                                              |
|        | |
| 竜盤類 | \| \| †竜脚形類（ブラキオサウルス、サルタサウルスなど） \| \| \| \| \| \| 獣脚類（メガロサウルス、ティラノサウルス、鳥など） \| \| \| \| |
|        | \| \| †竜脚形類（ブラキオサウルス、サルタサウルスなど） \| \| \| \| \| \| 獣脚類（メガロサウルス、ティラノサウルス、鳥など） \| \| \| \| |
|        | †竜脚形類（ブラキオサウルス、サルタサウルスなど）                                                                                        |
|        | |
|        | 獣脚類（メガロサウルス、ティラノサウルス、鳥など）                                                                                       |
|        | |

|  | †竜脚形類（ブラキオサウルス、サルタサウルスなど）  |
|  |                                                    |
|  | 獣脚類（メガロサウルス、ティラノサウルス、鳥など） |
|  |                                                    |

|        | †鳥盤類（イグアノドン、トリケラトプス、ステゴサウルスなど）                                                                              |
|        | |
| 竜盤類 | \| \| †竜脚形類（ブラキオサウルス、サルタサウルスなど） \| \| \| \| \| \| 獣脚類（メガロサウルス、ティラノサウルス、鳥など） \| \| \| \| |
|        | \| \| †竜脚形類（ブラキオサウルス、サルタサウルスなど） \| \| \| \| \| \| 獣脚類（メガロサウルス、ティラノサウルス、鳥など） \| \| \| \| |
|        | †竜脚形類（ブラキオサウルス、サルタサウルスなど）                                                                                        |
|        | |
|        | 獣脚類（メガロサウルス、ティラノサウルス、鳥など）                                                                                       |
|        | |

|  | †竜脚形類（ブラキオサウルス、サルタサウルスなど）  |
|  |                                                    |
|  | 獣脚類（メガロサウルス、ティラノサウルス、鳥など） |
|  |                                                    |

|        | †鳥盤類（イグアノドン、トリケラトプス、ステゴサウルスなど）                                                                              |
|        | |
| 竜盤類 | \| \| †竜脚形類（ブラキオサウルス、サルタサウルスなど） \| \| \| \| \| \| 獣脚類（メガロサウルス、ティラノサウルス、鳥など） \| \| \| \| |
|        | \| \| †竜脚形類（ブラキオサウルス、サルタサウルスなど） \| \| \| \| \| \| 獣脚類（メガロサウルス、ティラノサウルス、鳥など） \| \| \| \| |
|        | †竜脚形類（ブラキオサウルス、サルタサウルスなど）                                                                                        |
|        | |
|        | 獣脚類（メガロサウルス、ティラノサウルス、鳥など）                                                                                       |
|        | |

|  | †竜脚形類（ブラキオサウルス、サルタサウルスなど）  |
|  |                                                    |
|  | 獣脚類（メガロサウルス、ティラノサウルス、鳥など） |
|  |                                                    |